# زمین‌لرزه ۱۹۹۷ مکزیک
زمین‌لرزه مکزیک  در تاریخ ۱۱ ژانویه ۱۹۹۷ میلادی، برابر با ‎۲۲ دی ۱۳۷۵، ساعت ۲۰:۲۸:۲۶ به زمان یوتی‌سی در مکزیک رخ داد. ژرفای این زلزله ۳۵ کیلومتر بود، و بزرگی آن ۱۴/۱ در مقیاس Mw اعلام شده‌است. زمین‌لرزه به وقت محلی در روز شنبه، ساعت ۱۴ روی داده و منطقه زمانی آن یوتی‌سی -۶ بوده‌است (با لحاظ تغییر ساعت تابستانی).
سازمان زمین‌شناسی آمریکا نیز رومرکز این زمین‌لرزه را در مختصات ۱۸°۱۳′۰۸″شمالی ۱۰۲°۴۵′۲۲″غربی / ۱۸٫۲۱۹°شمالی ۱۰۲٫۷۵۶°غربی و ژرفای آنرا در ۳۴ کیلومتر گزارش کرده‌است. بزرگی برگزیدهٔ این سازمان از میان بزرگیهای محاسبه‌شدهٔ مختلف ۱۴٫۲ در مقیاس Mw بوده و از دید اثر، در میان چهار دسته‌بندی «نامحسوس»، «محسوس»، «زیان‌آور» یا «با تلفات»، زلزله را «با تلفات» اعلام کرده‌است.
پروژهٔ «تنسور گشتاور مرکزوار» زاویه‌های (راستا، شیب، ریک) گسل سازندهٔ زمین‌لرزه و صفحه عمود بر آنرا (°۱۷۵، °۱۸، °۲۸-) یا (°۲۹۲، °۸۲، °۱۰۶-) و نوع گسل را «عادی» فرارسانده‌است.
شمار کشتگان زلزله حدود ۱۰۰۰ نفر بوده‌است.تعداد زخمیان ۰ نفر برآورده شده‌است.
تنتون سلامت